# Yuksek
Pierre-Alexandre Busson, dit Yuksek, né en 1977 à Reims, est un musicien de musique électronique, producteur et compositeur de musiques de film français. Il est souvent associé au mouvement de la French touch 2.0,,.

## Biographie
Né en 1977 à Reims, Pierre-Alexandre Busson a grandi dans la commune de Cormontreuil où  il passe du temps sur le "muret du bonheur" avec ses amis. Il a ensuite poursuivi une formation classique au conservatoire jusqu'à dix-sept ans, âge auquel il a abandonné ses études. Il pratiquait le piano. Yuksek a créé en 2003 le festival Elektricity qui se déroule chaque année la dernière semaine de septembre à Reims. En 2006 sortent ses premiers morceaux sous le pseudonyme Yuksek, signifiant « haut » en turc, il se produit rapidement en concert aux quatre coins du monde et sort ses premiers maxis et remixes sur des labels comme Rise, Relish, I'm a cliché, Kitsuné, Xploited, Citizen…
En février 2009 sort son premier album Away from the Sea, dont les singles Tonight et Extraball lui apporteront une reconnaissance grand public qu'il n'avait jusqu'alors pas acquise (interview dans les principaux médias, Grand Journal de Canal+, etc.).
Après une tournée de deux ans, Yuksek sort, le 13 juin 2011, son nouvel album Living on the Edge of Time, genre électronique et franchement pop lancé par le single On A Train.
Celui-ci sera d'ailleurs nommé aux Victoires de la musique 2012 dans la catégorie meilleur album de musique électronique ou dance.
Yuksek est régulièrement sollicité pour la réalisation de remixes. Il en a plus d'une centaine à son actif pour des artistes ou groupes tels que Phoenix, Delasoul, M83, Chassol, Lana Del Rey, Brigitte....
En 2013, il fonde le label Partyfine qui regroupe à ce jour une quinzaine d'artistes d'horizons variés (Tepr, Jean Tonique, Clarens, Juveniles, Getaroom!, YesYou, Villa...) qui se croisent et collaborent régulièrement dans le studio de Yuksek.
Yuksek multiplie durant sa carrière les collaborations en tant qu'artiste créant les projets The Krays avec Brodinski, Peter & The Magician avec Stephen "The Magician" Fassano et The Alexanders avec Alex Metric, avec le groupe rennais Juveniles , et de nombreuses collaboration avec des chanteurs comme Amanda Blank, Ohland, Chromeo, Black Yaya (Herman Dune)

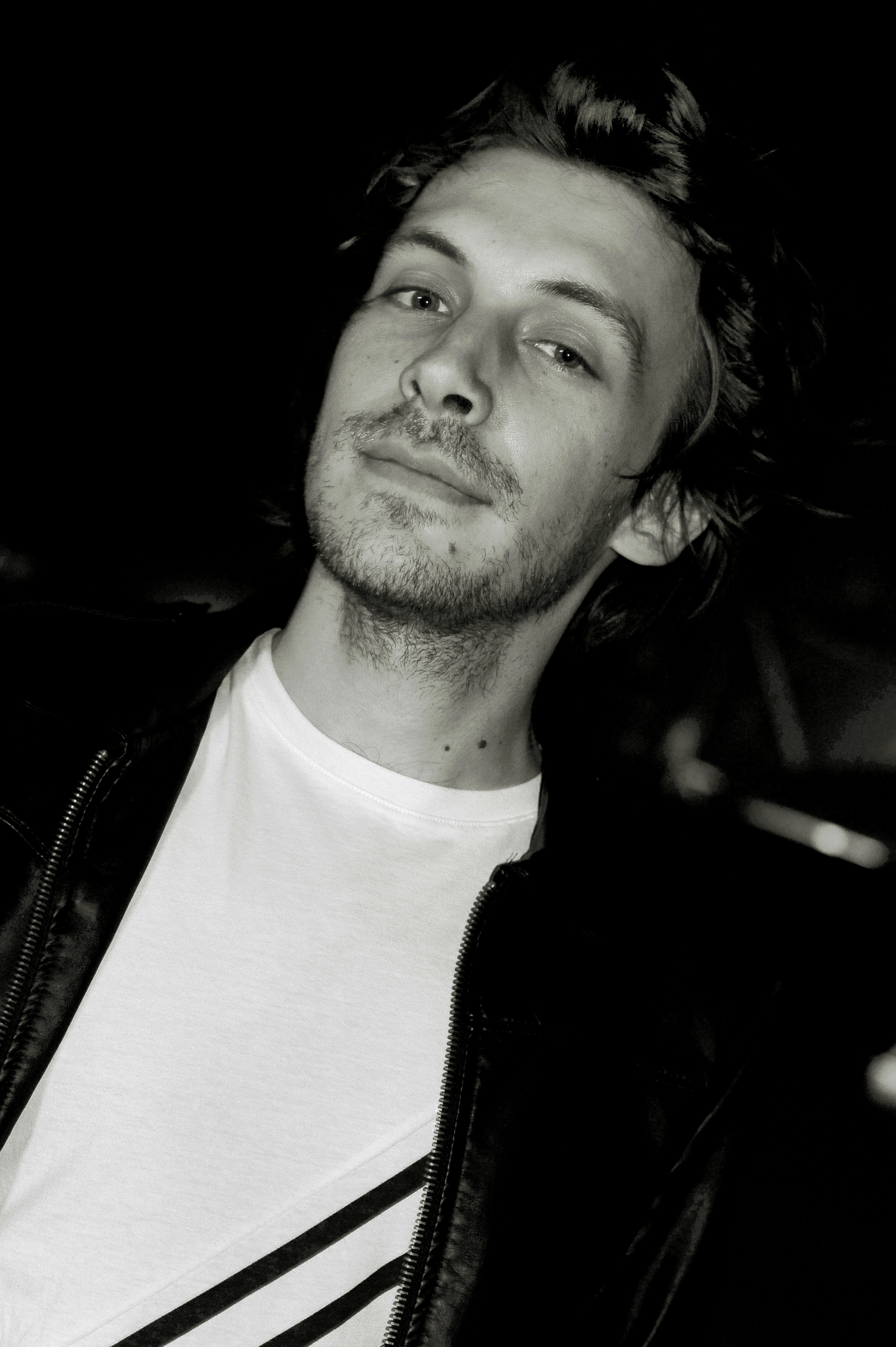
Yuksek. Festival 7ème Vague. 2010.

Parallèlement, Yuksek poursuit son travail de producteur en réalisant plusieurs albums et singles pour Birdy Nam Nam (2009) The Bewitched Hands (2010), Juveniles (2011), Miyavi (2012), Mary Céleste (2016)... En 2018, il produit pour Clara Luciani, Zazie, Breakbot et Corrine.
En 2014, Pierre-Alexandre commence sa carrière de compositeur de musique de film avec le long métrage italien Senza nessuna pietà qui est présenté à la Mostra de Venise la même année, puis l'adaptation d'une pièce d'Ingmar Bergman pour Arte jouée par Sophie Marceau.En 2015, il compose la bande originale du film de Valérie Donzelli, Marguerite et Julien, en compétition au Festival de Cannes. En novembre 2019 sort la série documentaire Gregory sur Netflix dont il réalise la musique, ainsi que le premier film de Jérôme de Gerlache Là où l’on va. Il compose pour le premier film de Jeremie Elkaim.
Le troisième album de Yuksek, Nous Horizon, est sorti en février 2017. Il s’est entouré de la chanteuse grecque Monika, du duo Her, Roman Rappak, Juveniles et Kim. Yuksek a collaboré sur le titre Live Alone avec l'astronaute français Thomas Pesquet pour faire le premier clip tourné dans l'espace, mettant en contrepoint le quotidien solitaire et technique d’un producteur dans son studio et celui d’un astronaute dans sa station spatiale.
Yuksek a depuis son dernier album sorti plusieurs titres sur des labels américains Razor -in-tape , Australiens Sweat it out et Anglais Classic, Glitterbox ainsi que trois EP, des collaborations avec les artistes brésiliens Fatnotronic, avec Bertrand Burgalat et Polo&Pan, ainsi que son dernier titre Rollercoaster qui annonce la sortie d’un nouvel album et une tournée live en février 2020.
En tant que remixeur, Yuksek a officié en 2019 pour Malik Djoudi, Jkriv, Kraak&Smaak, Alex Rossi, Fred Pallem, Purple Disco Machine.
Depuis 2020, Yuksek anime également Dance'o'drome, sa propre emission sur Radio Nova dans laquelle il invite chaque samedi des artistes tels que Moscoman, Sara Zinger, Bicep, Daniel Weil ou encore Etienne de Crecy.
En 2021, il signe la bande originale de la série à succès En thérapie, diffusée sur Arte.

## Filmographie (compositeur)

### Cinéma
- 2015 : Marguerite et Julien de Valérie Donzelli
- 2020 : Zaï zaï zaï zaï de François Desagnat
- 2021 : Ils sont vivants de Jérémie Elkaïm
- 2022 : La Cour des Miracles de Carine May et Hakim Zouhani
- 2024 : Les Fantômes de Jonathan Millet

### Télévision
- 2019 : Grégory (mini-série documentaire)
- 2021 : En thérapie (série télévisée)
- 2021 : Les Particules élémentaires (mini-série)
- 2023 : Irrésistible (mini-série)
- 2023 : La tribu et le gourou - Gaïaland (mini-série documentaire)
- 2024 : La Maison (série télévisée)